# 火部
火部（かぶ）は、漢字を部首により分類したグループの一つ。
康熙字典214部首では86番目に置かれる（4画の26番目、巳集の2番目）。

## 概要
「火」の字は火の燃え上がる様子に象る。
『説文解字』では五行説で南方を司る元素とする。偏旁の意符としては火に関する事物、動作、性質などを示す。脚にあるときは、「灬（れっか・れんが）」の形に変わる。
火部は上記のような意符を構成要素に持つ漢字を収め、また「無」「營」といった火と関わらず、その字形を筆画の一部に持つ漢字を収める。

## 部首の通称
- 日本：ひ・ひへん（火偏）・れんが（連火）・れっか（列火）
- 中国：火字旁
- 韓国：불화부（bul hwa bu、ほのおの火部）• 연화발 (yeon hwa bal、燕火の脚)(*燕の脚になった火の字の形態という意味から)
- 英米：Fire radical

## 部首字
火
- 広韻 - 呼果切、果韻
- 詩韻 - 哿韻、上声
- 三十六字母 - 暁母
- 日本語 - 音：カ（クヮ）（漢音・呉音） コ（唐音） 訓：ひ
- 中国語 - ピンイン：huǒ 注音：ㄏㄨㄛˇ ウェード式：huo 3
- 朝鮮語 - 訓音：불（bul、ほのお） 화(hwa)

金文
大篆
小篆

## 例字
- 火
  - 2:灰（灰）・灼・灸・災、4:炎・炒・炊・炙、5:炯・炸・炭（炭）、6:烈、7:烽、8:焙・焰（焔7：拡張新字体）・焚、9:煉（煉8：拡張新字体）・煙・煤・煩、10:煽（煽9）、11:熨、12:燒（焼8）・燈（灯2）・燃、13:燥・營（営→口部9[1]）、15:爆、16:爐（炉4）、17:爛、25:爨
- 灬
  - 6:烈・蒸・烏、7:焉・烹、8:無・然・焦、9:煎・煮（煮）・照、10:熊・熏、11:熟・熙・熱、12:燕・24:𤓬
  - 7:黒→黒部、9:蒸→艸部

- 常用漢字
  - 5:為（→爲：爪部）・点（→點：黒部）

### 最大画数
29:爩、𤓮